# Шелби (Алабама)
Шелби (енгл. Shelby) насељено је место без административног статуса у америчкој савезној држави Алабама.

## Демографија
По попису из 2010. године број становника је 1.044.
| Група             | 2000.    | 2010.       |
| Белци             | 0 (0,0%) | 934 (89,5%) |
| Афроамериканци    | 0 (0,0%) | 72 (6,9%)   |
| Азијати           | 0 (0,0%) | 2 (0,2%)    |
| Хиспаноамериканци | 0 (0,0%) | 24 (2,3%)   |
| Укупно            | 0        | 1.044       |